# Iacopone da Todi

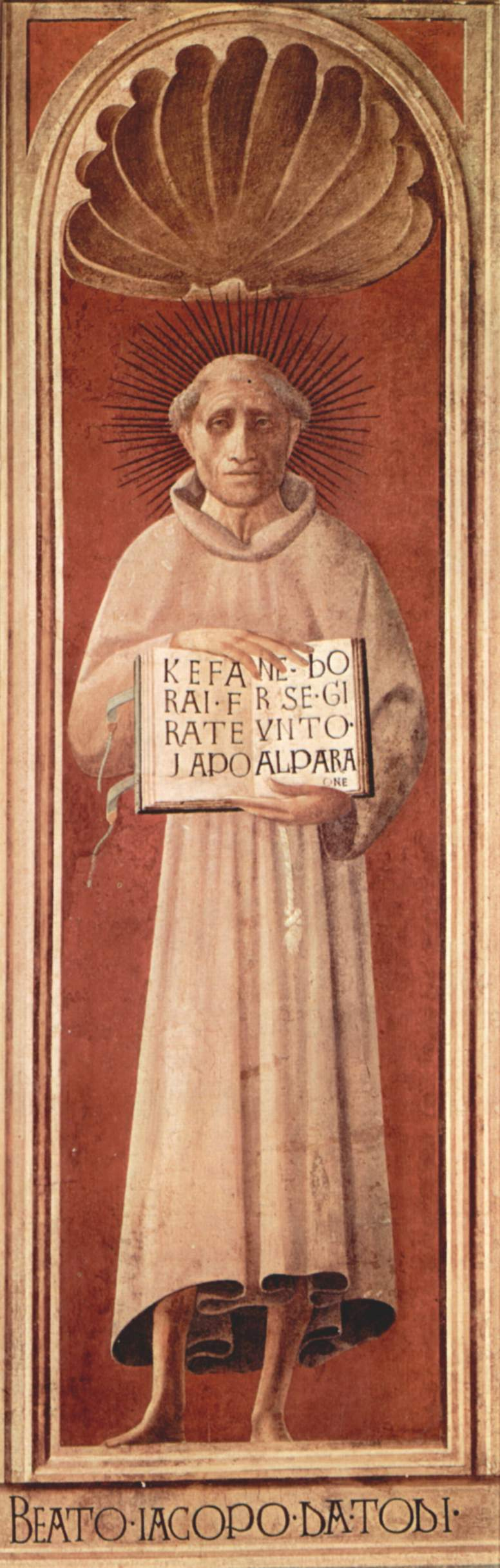
Iacopone da Todi

Iacopone da Todi, ursprünglich Iacobus de Benedictis (* zwischen 1230 und 1236 in Todi im Herzogtum Spoleto; † 25. Dezember 1306 in Collazzone), übte den Beruf eines Advokaten aus, bis der plötzliche Unfalltod seiner jungen Frau sein Leben veränderte; er gab seinen Beruf auf und lebte als armer Büßer in den Straßen seiner Heimatstadt. So jedenfalls wird es in einer Lebensbeschreibung erzählt, die allerdings erst viel später entstand. Seine drastischen Symbolhandlungen sollen Iacobo den Spottnamen „Iacopone“ (in etwa „verrückter Jakob“) eingetragen haben: So bat ihn einmal ein Bekannter, er möge für ihn einige Hühner vom Markt „nach Hause“ bringen. Iacopone verstaute diese daraufhin in der Familiengruft des Mannes, denn dort, „im Grab, seien wir alle in Wirklichkeit zu Hause“. Nach zehn Jahren eines Lebens als büßender Narr trat er in den Bettelorden der Franziskaner ein.
Bekannt wurde sein Lob der Armuth:
„[…] edle Armuth, hehres Wissen,
Keinem Dinge dienen müssen,
Mit Verachtung Alles missen,
Was geschaffen in der Zeit.
[…] Wer noch wünscht ist Knecht der Habe,
Ist verkauft um liebe Gabe;
Wer da denkt, dass er sie habe,
Der hat doch nur Eitelkeit,
Gott kommt nicht zum Herz gegangen,
Das im Ird'schen eng befangen;
Armuth so groß umfangen,
Daß sie Raum der Gottheit beut.“
Im „Armutsstreit“, einer Auseinandersetzung innerhalb des Ordens um die Verpflichtung zur Armut, setzte sich Iacopone radikal für die absolute Armut im Sinne des Heiligen Franz von Assisi ein und geriet dadurch in Konflikt mit Papst Bonifatius VIII., der ihn exkommunizierte und inhaftierte (1298–1303). Nach dem Tod des Papstes wurde die Strafe aufgehoben, so dass Iacopone mit der Kirche versöhnt im Kreis seiner Mitbrüder sterben konnte.
Iacopone gilt als ein hervorragender religiöser Lyriker des Mittelalters. Von Bedeutung ist, dass er vor allem in der italienischen bzw. umbrischen Volkssprache schrieb und sich nicht auf die lateinische Gelehrtensprache beschränkte. In seinen Laude dachte er sich tief in die Leiden Christi ein. Allerdings wird das traditionell auf Iacopone zurückgeführte Stabat mater, ein berühmter und kunstvoller lateinischer Hymnus, heute nicht mehr ihm zugeschrieben. Neben der Passions- und Leidensthematik steht die (Gottes-)Liebe im Zentrum seiner Dichtung.
Iacopone ist Stadtpatron von Todi.